# Prueba de Bartlett
En estadística, la prueba de Bartlett se utiliza para probar si k muestras provienen de poblaciones con la misma varianza. A las varianzas iguales a través de las muestras se llama homocedasticidad u homogeneidad de varianzas. Algunas pruebas estadísticas, por ejemplo, el análisis de la varianza ANOVA, suponen que las varianzas son iguales en todos los grupos o muestras. La prueba de Bartlett se puede utilizar para verificar esa suposición.
La prueba de Bartlett es sensible a las desviaciones de la normalidad. Es decir, si las muestras provienen de distribuciones no normales, entonces la prueba de Bartlett puede ser simplemente para probar la no normalidad. La Prueba de Levene y la prueba Brown-Forsythe son alternativas a la prueba de Bartlett que son menos sensibles a las desviaciones de la normalidad.
La prueba lleva el nombre de Maurice Stevenson Bartlett. 

## Especificación
La prueba de Bartlett se utiliza para probar la hipótesis nula, {\displaystyle H_{0}} que todas las varianzas de una población k son iguales, frente a la hipótesis alternativa de que al menos dos son diferentes.
Si hay k muestras con tamaño {\displaystyle n_{i}} y varianzas de las muestras {\displaystyle S_{i}^{2}} entonces estadístico de prueba de Bartlett es:
{\displaystyle X^{2}={\frac {(N-k)\ln(S_{p}^{2})-\sum _{i=1}^{k}(n_{i}-1)\ln(S_{i}^{2})}{1+{\frac {1}{3(k-1)}}\left(\sum _{i=1}^{k}({\frac {1}{n_{i}-1}})-{\frac {1}{N-k}}\right)}}}
donde {\displaystyle N=\sum _{i=1}^{k}n_{i}} y {\displaystyle S_{p}^{2}={\frac {1}{N-k}}\sum _{i}(n_{i}-1)S_{i}^{2}} es la estimación combinada de la varianza.
El estadístico de prueba tiene aproximadamente una distribución {\displaystyle \chi _{k-1}^{2}}. Así, la hipótesis nula se rechaza si {\displaystyle X^{2}>\chi _{k-1,\alpha }^{2}} (donde {\displaystyle \chi _{k-1,\alpha }^{2}} es el valor crítico de la cola superior para la distribución {\displaystyle \chi _{k-1}^{2}}).
La prueba de Bartlett es una modificación de la correspondiente prueba de razón verosimilitud diseñada para hacer que la aproximación a la distribución {\displaystyle \chi _{k-1}^{2}} sea mejor.